# Il piccolo Tony
Il piccolo Tony (Kleine Teun) è un film del 1998 diretto da Alex van Warmerdam.
È stato presentato nella sezione Un Certain Regard al 51º Festival di Cannes.